# Svenska Frisbeesportförbundet
Svenska Frisbeesportförbundet är ett specialidrottsförbund för frisbeesport. Bildat 1974 och invalt i Riksidrottsförbundet 1983. Förbundets kansli ligger i Idrottens Hus i Stockholm tillsammans med RF/SISU och ett 30-tal andra specialidrottsförbund.
Hösten år 2016 gick förbundet igenom en stor organisationsförändring där tre nya grenförbund skapades som är verksamma under Svenska Frisbeesportförbundet. Dessa tre grenförbund är Svenska Ultimateförbundet, Svenska Discgolfförbundet och Svenska Discsportförbundet.